# Paul Krennwallner
Paul Krennwallner (5. října 1876 Itzling – 19. září 1914 Itzling) byl rakouský politik, na počátku 20. století poslanec Říšské rady.

## Biografie
Profesí byl rolníkem. Zasloužil se o organizování rolnického stavu v Salcbursku. V roce 1906 spoluzakládal Katolický selský spolek a byl jeho viceprezidentem. V roce 1909 se stal viceprezidentem Zemědělského spolku v Salcburku. Později zasedal v jeho výboru. Angažoval se v politice jako člen Křesťansko sociální strany. Od roku 1909 zasedal jako poslanec Salcburského zemského sněmu.
Na počátku 20. století se zapojil i do celostátní politiky. Ve volbách do Říšské rady roku 1907, konaných poprvé podle všeobecného a rovného volebního práva, získal mandát v Říšské radě (celostátní zákonodárný sbor) za obvod Salcbursko 5. Byl členem poslanecké frakce Křesťansko-sociální sjednocení. Mandát obhájil za týž obvod i ve volbách do Říšské rady roku 1911 a zasedal v poslanecké frakci Křesťansko-sociální klub německých poslanců. Ve vídeňském parlamentu setrval až do své smrti roku 1914. K roku 1911 se profesně uvádí jako zemský poslanec, zemědělec a viceprezident Zemědělského spolku.